# 크누드 크리스텐센
크누드 크리스텐센(덴마크어: Knud Kristensen, 1880년 10월 26일~1962년 12월 28일)는 덴마크의 정치인이다. 소속 정당은 좌파당이다.
1945년 11월 7일부터 1947년 11월 13일까지 제34대 덴마크의 총리를 역임했으며 1941년부터 1949년까지 좌파당 대표, 1953년부터 1956년까지 독립당 대표를 역임했다. 1940년 7월 8일부터 1942년 11월 9일까지, 1945년 5월 5일부터 1945년 11월 7일까지 덴마크 내무부 장관을 역임했다.